# Шестаково (Тюменская область)
Шестаково — село в Заводоуковском районе Тюменской области. В рамках организации местного самоуправления находится в Заводоуковском городском округе.

## История
До 1917 года в составе Боровинской волости Ялуторовского уезда Тобольской губернии. По данным на 1926 год деревня Шестакова состояла из 210 хозяйств. В административном отношении являлось центром Шестаковского сельсовета Новозаимского района Тюменского округа Уральской области.

## Население
| 2010 |
| ---- |
| 386  |

По данным переписи 1926 года в деревне проживало 923 человека (444 мужчины и 479 женщин), в том числе: русские составляли 100 % населения.